# Valley Beth Shalom
Valley Beth Shalom, informalment anomenada VBS) és una sinagoga conservadora que es troba a Encino, a Los Angeles, Califòrnia a l'oest dels Estats Units. Amb més de 1.800 famílies membres és una de les majors sinagogues de Los Angeles i una de les més grans sinagogues conservadores dels Estats Units.Newsweek la inclou en la seva llista de les 25 congregacions més vibrants dels Estats Units, dient: "Valley Beth Shalom segueix sent una de les sinagogues més importants en la ment de la comunitat jueva dels Estats Units".